# 리옹-페라쉬역
리옹-페라쉬역(프랑스어: gare de Lyon-Perrache)는 프랑스 리옹 2구 페라슈구에 위치한 대규모 기차역이다. 역은 1857년에 개통되었으며 파리-마르세유 철도, 리옹-제네바 철도와 모레-리옹 철도에 있다. 기차 서비스는 SNCF에서 운영하며 TGV, 인터시티와 지역 서비스를 포함한다.
역은 1855년 프랑수아-알렉시스 송드리에가 파리 리옹 철도를 위해 18개월 만에 건설했다. 처음부터 이 역은 리옹에 서비스를 제공하는 3개 회사의 노선을 통합하는 중앙역으로 설계되었으며, 역이 개통되면서 파리 리옹과 지중해 철도(Chemins de fer de Paris à Lyon et à la Méditerranée, PLM)으로 통합되었다. 건물은 고전 양식으로 지어졌으며, 이중 옥상과 대형 여객 건물로 구성되어 있다.
1970년대에 역 앞에 복합터미널(지역 대중교통과 시외버스가 결합)과 이중 차도 고속도로가 건설되면서 역은 도시의 모습을 잃었다. 많은 현대식 건물이 이 지역의 외관을 다소 손상시켰지만, 역은 원래의 많은 기능을 유지하고 있다.
- 역 전면에는 리옹-페라슈에서 출발하는 기차가 운행하는 마을 이름이 새겨져 있다.
- 플랫폼은 두 개의 쌍둥이 철제 지붕으로 덮여 있다.

파리에서 출발하는 고속철도 LGV 남동선의 종점이다. 또한 프랑스의 다른 지역에서 오는 재래식 열차가 운행되며 리옹 지하철 A 선의 종점이다. 리옹 트램 노선 중 하나의 종점이기도 하다.
그러나 오늘날 페라쉬는 더 이상 리옹을 운행하는 주요 기차역이 아니다. 대신 리옹-파듀역은 1970년대에 도심 외곽의 대규모 계획된 비즈니스 지구에 건설되었으며, 대부분의 고속 열차, 특히 파리와 북부로 가는 더 인기 있는 승강장 역할을 한다.

## 미래
역의 재건축은 2020년까지 완료될 예정이며, 그때까지 50년이 되는 복합 터미널을 개선하기 위한 목적으로 진행된다.

## 운행
생테티엔, 부르고앙잘리외, 빌프랑슈쉬르손, 비엔, 부르캉브레스, 앙베리외앙뷔제, 로안를 운행한다.
이 역에는 다음의 서비스가 정차한다.
- 고속 서비스(TGV) 파리 - 리옹
- 시외 서비스 (인터시티) 낭트 - 투르 - 부르주 - 리옹
- 지역 서비스(TER 오베르뉴-론-알프) 리옹 - 앙베리외 – 벨그라드 - 제네바
- 지역 서비스(TER 오베르뉴-론-알프) 리옹 - 발랑스 - 몬텔리마르 - 오렌지 - 아비뇽
- 현지 서비스(TER 오베르뉴-론-알프) 리옹 - 앙베리외 – 엑스레뱅 – 샹베리

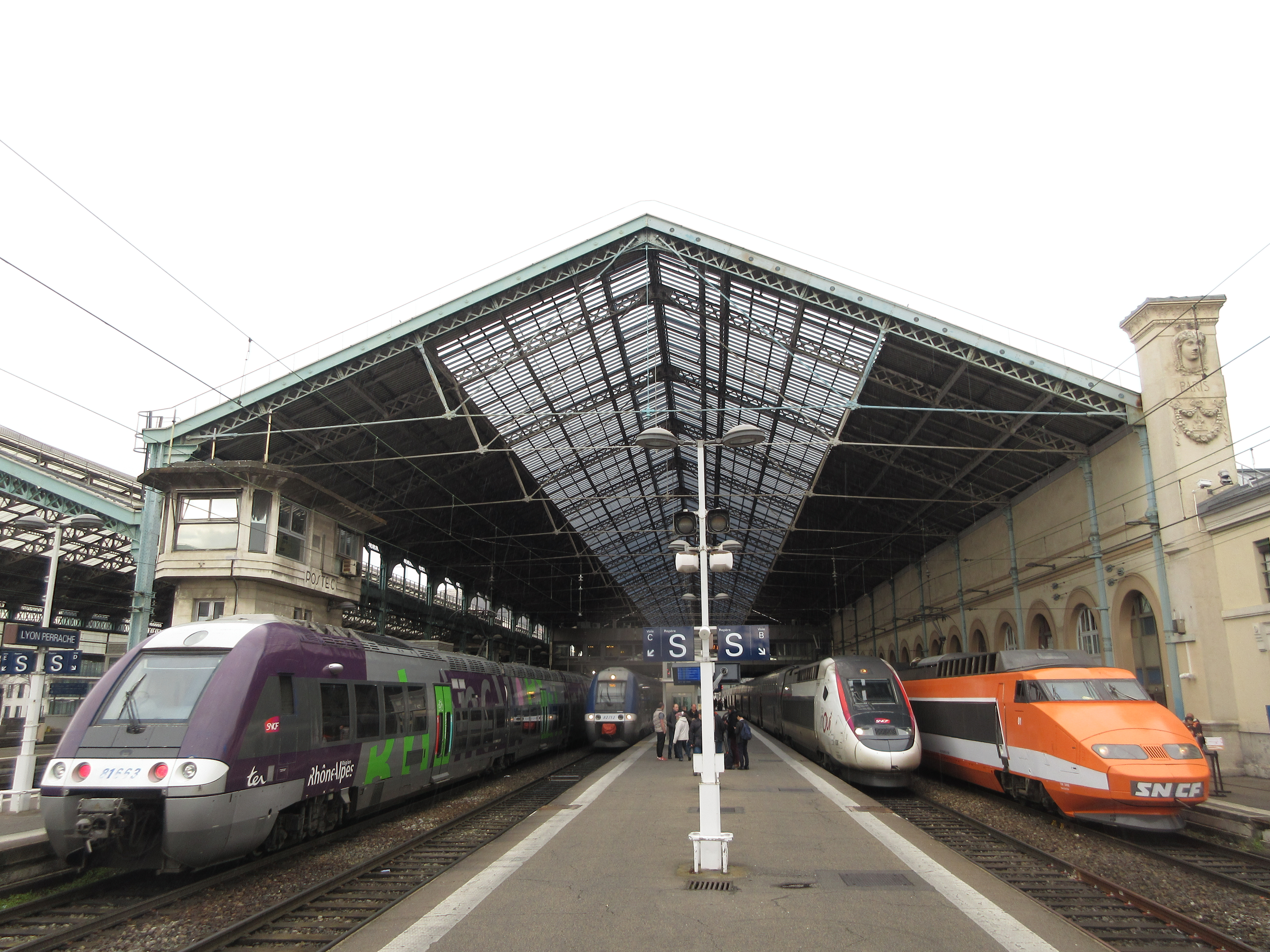
플랫폼
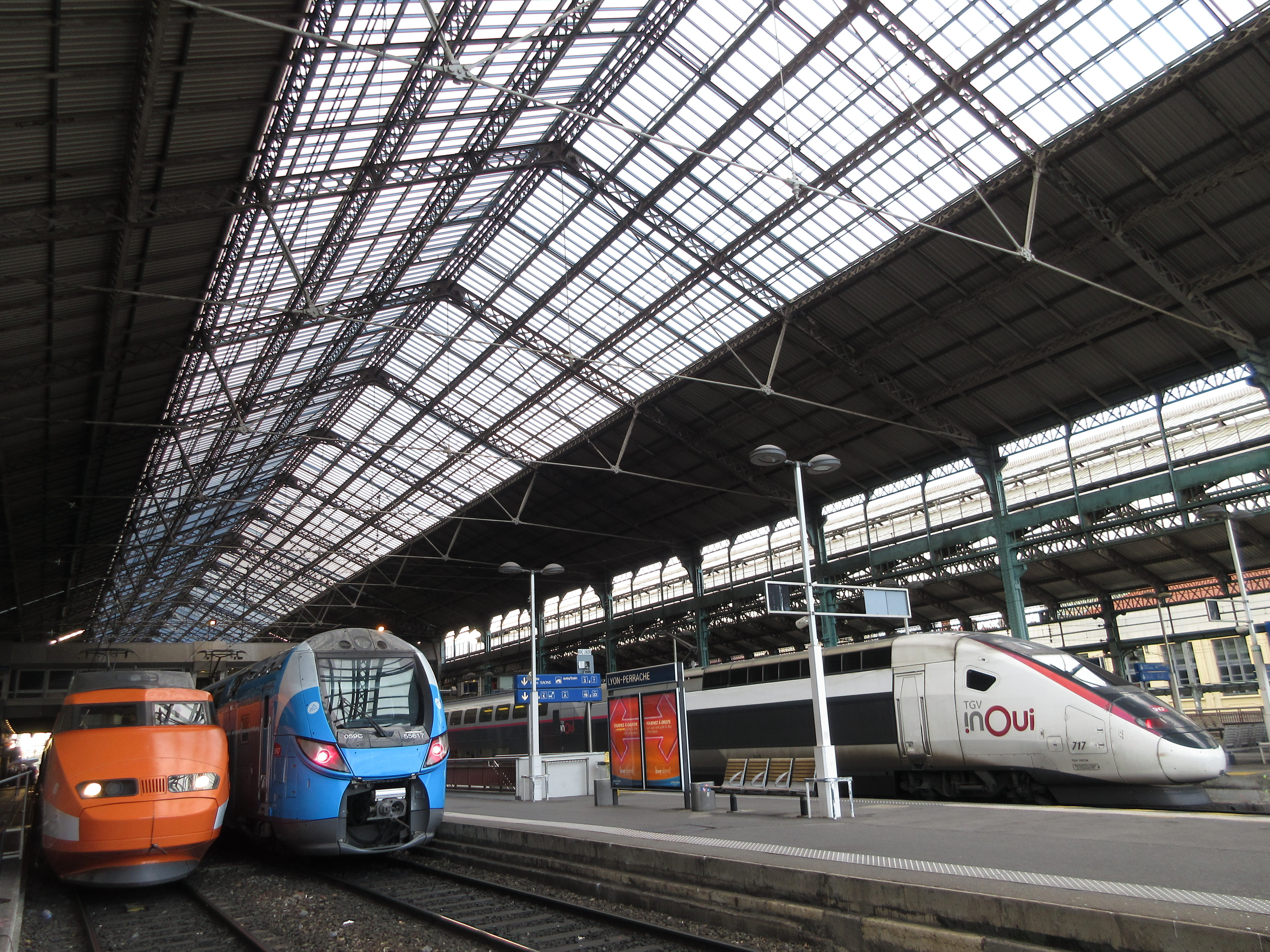
유리지붕

## iDBus
2012년 12월 17일부터 SNCF의 국내와 국제 코치 네트워크인 iDBus는 리옹-페라쉬를 운행한다.
- 파리-리옹
- 파리-리옹-밀라노
- 파리 - 리옹 - 토리노
- 런던 - 파리 샤를 드골 공항 - 리옹
- 파리 샤를 드골 공항 - 리옹
- 리옹 – 바르셀로나